# Дайнинген
Дайнинген (нем. Deiningen) — община в Германии, в земле Бавария. 
Подчиняется административному округу Швабия. Входит в состав района Донау-Рис.  Население составляет 2034 человека (на 31 декабря 2010 года). Занимает площадь 15,32 км².